# Ibn Baz
Ibn Baz (1909 - 1999) fou un eminent teòleg musulmà de l'Aràbia Saudita. El seu nom complet era xeic Abd-al-Aziz ibn Abd-Al·lah ibn Baz. Ibn Baz va ser professor durant nou anys de la Facultat de Dret Islàmic de Riad i de l'Institut Religiós de Riad. Fou nomenat vicepresident de la Universitat Islàmica de Medina, però, aviat n'esdevingué president; també rebé el càrrec de President del Comitè General per a la Recerca, Prèdica i Propagació de l'Islam del regne de l'Aràbia Saudita. El 1993, Ibn Baz fou nomenat gran muftí de l'Aràbia Saudita, càrrec que exercí fins a la seva mort (1999); per altra banda fou president de molts comitès i consells islàmics entre els quals, els més importants foren:
- Comitè d'Estudiosos del Regne
- Comitè Permanent per a la Recerca Islàmica i la Fàtua
- Comitè Financer de la Lliga Musulmana Mundial
- Suprem Consell Mundial de Mesquites
- Assemblea de Jurisprudència Islàmica de la Meca

## Anys de formació
Ja de ben petit, Ibn Baz va mostrar molt d'interès en la memorització de l'Alcorà i en l'estudi de textos religiosos; entre els seus mestres, hi hagué el xeic Muhammad ibn Ibraaheem Aal-Shaykh, aleshores Gran Muftí de l'Aràbia Saudita, de qui fou deixeble durant deu anys. Als setze anys, Ibn Baz va patir una infecció als ulls, a conseqüència de la qual es va quedar cec quatre anys més tard; ara bé, tot i així, continuà els seus estudis sobre àrab, interpretacions de l'Alcorà i les tradicions de Mahoma. Partint de la base de la influència de la història en l'Umma (comunitat islàmica), Ibn Baz va dedicar tots els seus esforços a evitar que les males influències que havien afectat la comunitat islàmica no tornessin a manifestar-se en el present.

## Idees
El 15 de maig de 1999, dos dies després de la seva mort, l'editorial de l'Arab News, digué que Ibn Baz havia promulgat milers de fatwes sobre nombroses problemes socials i econòmics contemporanis, sempre partint de la base de l'Alcorà i la Sunna. Així, vers 1940, va promulgar la seva primera fàtua en què declarava prohibit per l'islam donar feina a treballadors no musulmans al Golf d'Aràbia; tot i així, durant la Guerra del Golf (1990-1991) va promulgar una altra fàtua autoritzant el desplegament de tropes no musulmanes (principalment, americanes) a l'Aràbia Saudita per protegir el regne contra un atac de l'Iraq.
Entre els llibres d'Ibn Baz, autèntics best-sellers dins del món islàmic, hi ha:
- Ahkam Almal al-Haram
- Majmoo' al-Fataawa
- Normes i maneres de visitar la mesquita del Profeta

El 1974, la Universitat Islàmica de Medina va publicar el llibre d'Ibn Baz titulat Proves que la Terra no es mou pas; en la pàgina 23, l'autor hi afirmava que, basant-se en l'Alcorà i les hadit, calia concloure que:
 Si la Terra girés, tal com ells pretenen, els continents, les muntanyes, els arbres, els rius i els oceans no tindrien pas fons i hom veuria els continents orientals moure's cap a l'oest i els continents occidentals moure's cap a l'est 
En un primer moment, Ibn Baz va amenaçar els qui contradissin la seva teoria que la terra no es mou amb una fàtua declarant-los no creients, amenaça, però, que no va tornar a repetir en una nova presentació de la seva teoria. Tot i així, alguns periodistes egipcis, propers als corrents ideològics del nasserisme, van ridiculitzar la condemna d'Ibn Baz a l'"heretgeia copernicana" com una prova del primitivisme i del caràcter reaccionari de l'Aràbia Saudita.
Posteriorment, el 1993, Ibn Baz va declarar que la Terra és plana, cosa que Carl Sagan menciona al seu llibre The Demon-haunted World: Science as a Candle in the Dark:
 El 1993, la suprema autoritat religiosa de l'Aràbia Saudita, xeic Abdel-Aziz ibn Baaz, va promulgar un edicte o fàtua, declarant que la terra és plana. Tot aquell que afirmi que la terra és rodona no creu en Déu i ha de ser castigat 
La teoria d'Ibn Baz va ser acceptada dins del món islàmic; així, el 12 de febrer de 1995 va aparèixer un article titulat Els edictes islàmics prenen força on Iusuf Mohammad hi escrigué:
 La terra és plana, qui afirmi que és rodona és un ateu i mereix ser castigat; 
Per altra banda, hi ha molts versicles de l'Alcorà i de les hadit segons els quals la Terra és plana. Tanmateix, Ibn Baz va acabar negant haver proclamat que la Terra és plana, però que es mantenia ferm en la seva creença alcorànica que la Terra no es mou i que és el Sol qui gira al voltant de la Terra malgrat les crítiques despietades d'alguns periodistes egipcis.
Tanmateix, segons van declarar fonts properes a Ibn Baz, no van existir mai les seves declaracions dient que la Terra és plana ni les fatwes contra els qui rebutgessin aquesta teoria. Tota aquesta polèmica va tenir el seu origen en una mala interpretació de les declaracions d'Ibn Baz per part d'un periodista egipci que l'entrevistava; en aquesta entrevista, el Gran Muftí de l'Aràbia Saudita hi afirmà que la superfície de la terra és plana tot i que la Terra és rodona; com que en àrab es fa servir la mateixa paraula per referir-se al planeta Terra que per referir-se a la terra que trepitgem, d'ací es va produir el malentès; posteriorment, la idea que Ibn Baz havia declarat que la Terra és plana fou difosa a tot arreu del món per Assiyasah, un diari de Kuwait. Segons sembla, Ibn Baz era un gran admirador i estudiós de les obres d'Ibn Taymiyya, qui es mostrava del tot contrari a considerar que la Terra sigui plana.

## Osama bin Laden
Osama bin Laden va escriure una carta oberta a tots els musulmans criticant Ibn Baz per haver donat suport als acords d'Oslo (1993) entre l'OAP i Israel; en resposta, Ibn Baz va declarar rebel bin Laden.

## Mort
A la mort d'Ibn Baz, esdevinguda el 13 de maig de 1999, la pèrdua de la seva fama i erudició fou tan gran que el govern de l'Aràbia Saudita va manifestar trobar-se en el buit, incapaç de trobar algú amb prou nivell com per ocupar el lloc d'Ibn Baz. Segons l'Arab News, més d'unes cinc mil persones van dur el seu cos fins a la seva tomba a la Meca, mentre que milions de musulmans li van dedicar pregàries fúnebres